# Deserto polar

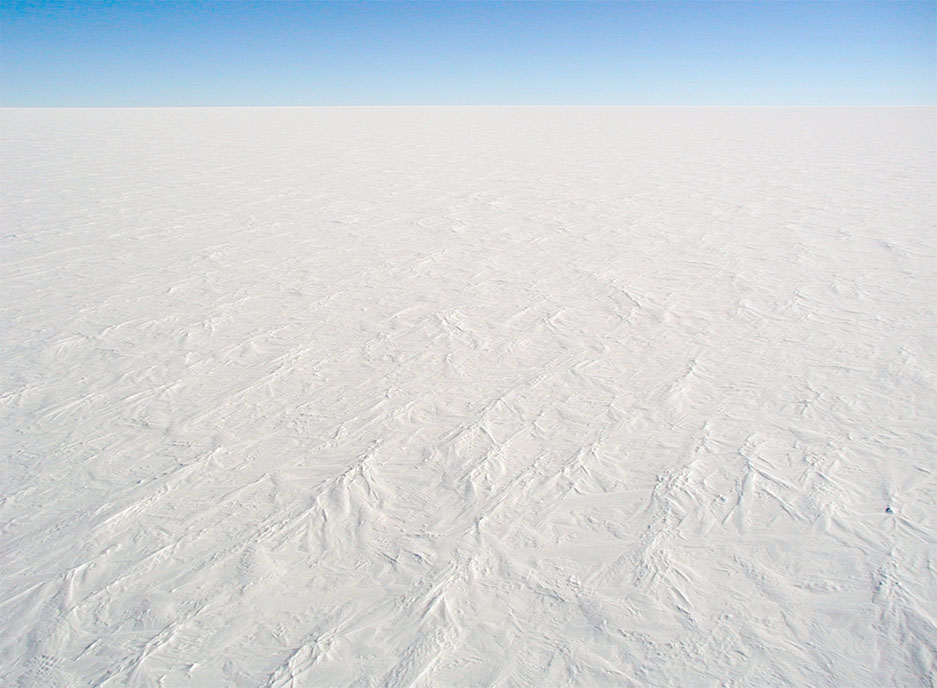
Antártida, também considerada um deserto polar

Desertos polares  são áreas onde a evapotranspiração supera duas ou mais vezes a precipitação anual  e uma baixa temperatura média durante o mês mais quente.[carece de fontes?] O interior da Antártida é um exemplo de grande deserto polar.

## Características
- Biótopo -  Zona junto aos polos. Clima glacial, frio intenso e cortante. Alguns dos ventos mais fortes do planeta sopram nesta região. Longa duração do dia e das noites (seis meses cada).
- Biocenose – Vegetação praticamente inexistente. Nos polos, habitam animais de sangue quente adaptados ao frio – espessa camada de gordura sob a pele, proteção de pelo (nos mamíferos) ou penas (nas aves) que conservam o calor do corpo do animal – urso-polar, focas, morsas, pinguins. Os ursos hibernam para ultrapassarem o rigoroso Inverno polar. Todos estes animais se alimentam de peixe.